# Halahoj

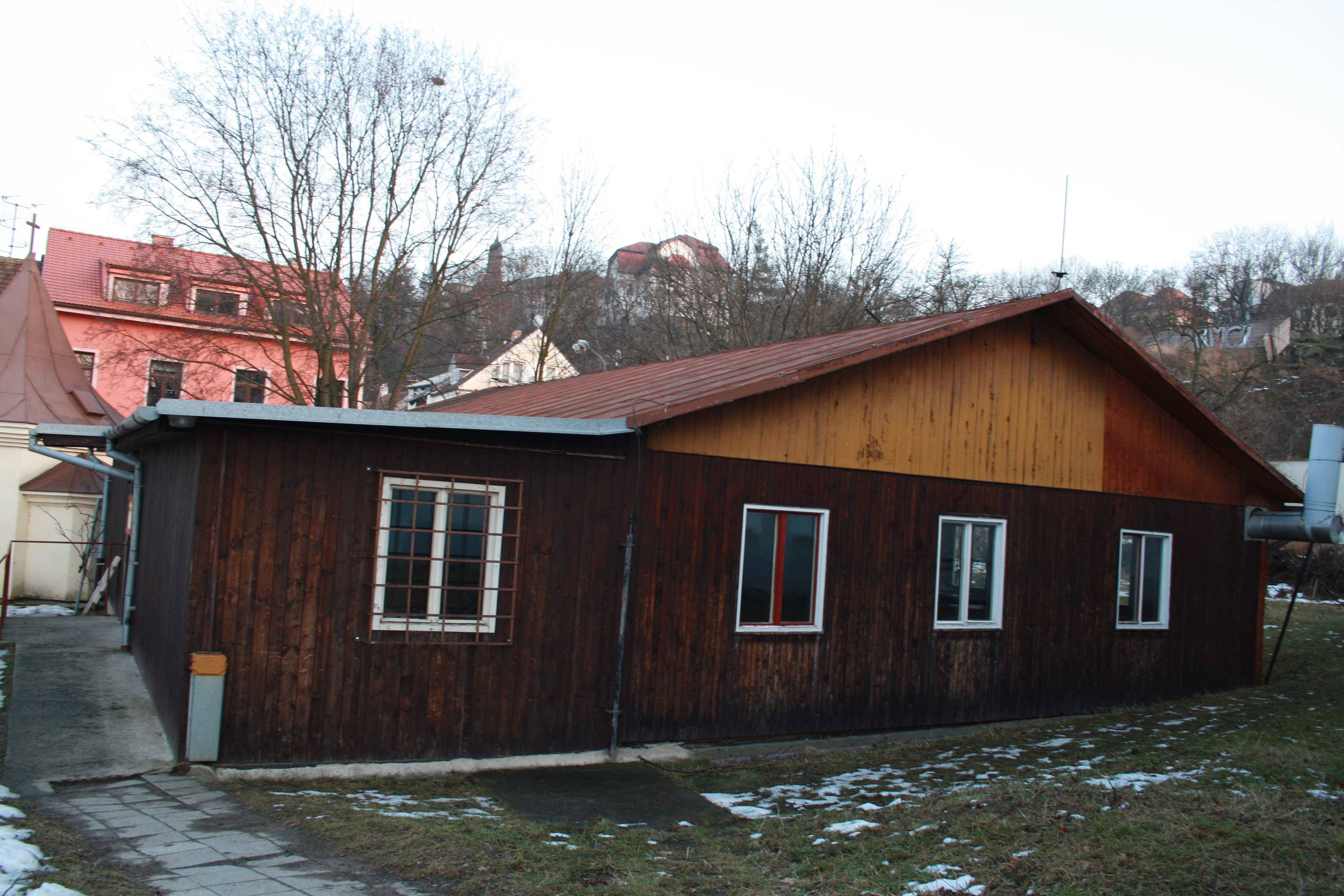
Budova Halahoje v areálu Katolického gymnázia Třebíč

Studentský klub Katolického gymnázia Halahoj, z.s., je spolek, studentský klub Katolického gymnázia Třebíč a zároveň funguje jako pobočka Sdružení přátel Jaroslava Foglara (SPJF).

## Zaměření organizace
Podle dokumentů spolku Halahoj je z největší části zaměřena na výchovu prožitkem a tzv. zážitková pedagogika německého pedagoga Kurta Hahna je jedním z hlavních východisek, které o.s. využívá při práci s mladými lidmi. Dalším významným ideovým předchůdcem je spisovatel Jaroslav Foglar a činnost Prázdninové školy Lipnice.
Zážitkové kurzy Halahoje jsou zaměřeny na zdravý osobnostní vývoj mladých lidí (zejm. středo– a vysokoškoláků). Jejich účelem je sebepoznání a sebereflexe individua, poznání druhých, rozvoj kooperace, komunikace, týmové spolupráce, kreativity a vztahových kompetencí, podpora ekologického myšlení a fyzický rozvoj.
Metodika činnosti zahrnuje také další typy aktivit: taneční a divadelní víkendy, RPG, kurzy tvůrčího psaní, tematické čajovny, pořádání koncertů, apod.

## Historie
Halahoj svojí činností navázal na klub Skála, který působil na Katolickém gymnáziu v letech 1998–2001. Klub Skála vyvíjel svou činnost především v období letních prázdnin a to v pořádání letních táborů a také různých výtvarných, jazykových, vodáckých, sportovních kurzů a seminářů. Od září 2001 se činnost klubu, který se přejmenoval na Halahoj, dále vyvíjela a rozšířila o mnoho dalších aktivit i během školního roku. Zázemím klubu se stal malý dřevěný „Domeček“ v areálu KG Třebíč, který si sami studenti upravili do dnešní stávající podoby. 16. prosince 2002 proběhla na Ministerstvu vnitra registrace a „Studentský klub Katolického gymnázia HALAHOJ“ se tehdy stal občanským sdružením.
Brzy poté se kolem něj utvořil první instruktorský tým, který začal využívat konceptu zážitkové pedagogiky po vzoru účastnických kurzů prázdninové školy Lipnice. V roce 2002 se uskutečnil první letní kurz Halahoj pro přibližně 20 účastníků v rozmezí 15–20 let. Následující rok se koná další kurz s názvem Malý princ a v roce 2004 z důvodu silně nedostačující kapacity letního kurzu vzniká další kurz a s ním i nový tým instruktorů pod vedením Tomáše Protivínského. Od té doby jsou dva letní kurzy standardem.
Na jaře 2005 začínají instruktoři ve spolupráci se SPJF experimentovat i s larpy projektem Asterion, který má následně v dalších letech pokračování. Na podzim se potom k tradičním akcím Halahoje přidružují víkendové kurzy na chatě Skřípina, které se opakují každé jaro a podzim. V roce 2007 přidalo sdružení do svého programu adaptační kurzy pro střední školy a gymnázia, zřídilo nabídku mobilního lanového centra a zakoupilo areál Mrákotín pro pořádání zážitkových kurzů a podobných aktivit.

## Tradiční akce Halahoje

### Letní kurzy
Mají nejdelší tradici. Konají se zpravidla na tábořišti Lavičky poblíž Dalešické přehrady. V rámci týdenního pobytu je nachystán program sestávající z fyzicky a psychicky náročných aktivit, tvůrčích dílen, outdorových programů a besed. Tradicí je vžitý název Halahoj, ale často má kurz i svůj specifický název – z minulosti např. Malý princ, Racek, Alchymista, Fifel, Warrior of the light, apod. V současnosti probíhají tři kurzy o letních prázdninách a jsou otevřeny veřejnosti.

### Víkendové kurzy
Konají se každé jaro a podzim zpravidla na řece Oslavě. Náplň je podobná jako u letních kurzů. Z těchto zážitkových kurzů v minulosti můžeme jmenovat např. Podzimní listí, Jarní mršovina, Poznej sebe nebo Za obzor.

### Seznamovací víkendy
Dříve se takto označovaly víkendové zážitkové kurzy v červnu, pořádané zejména pro účastníky letních kurzů. V současnosti však již neexistují.

### LARPy
Název je převzat z ang. live action role-playing, tedy jakési „hraní rolí naživo“. Jedná se o jednodenní nebo vícedenní simulace fantasy světů, v nichž jsou aktéry sami účastníci tím, že hrají jim danou vytvořenou roli. Halahoj je pořádá od roku 2005, kdy se konal první ročník Asterionu. Později k nim přibylo ještě třebíčské Město stínů.

### NocDen
V půlročních periodách se opakuje několik let fotbalová 24hodinovka, kdy soutěží dva týmy o prvenství v jediném zápase.

### Taneční víkendy
Příležitost pro pohybově nadané mladé lidi přiučit se základům různých typů tanců (country, klasické, latinskoamerické apod.).

### Literární weekend
Víkendový kurz tvůrčího psaní, který využívá zpětné vazby mezi účastníky k rozvoji literárních kompetencí. Koná se vždy na jaře a na podzim.

### Dotyk
Zážitkové víkendy, které se opět v půlročních periodách opakují. Jsou ovšem pořádány zpravidla ve spolupráci s některou z křesťanských far na Vysočině a účastníkům nabízejí krom osobnostního rozvoje i setkání se s mladými věřícími lidmi a konfrontaci svých postojů k víře.

### Srazy
Takto se označují celovíkendové hry pro mladší věkové skupiny, které instruktoři Halahoje jednou za čas pořádají. V minulosti se jednalo např. o SRŠ, Poklad Černého delfína, Pán prstenů, Zlatá horečka, apod.

### Školení
Konají se nepravidelně. Některá jsou otevřená veřejnosti (zdravověda, komunikace, týmová spolupráce, lanový výcvik), jiná jsou určena pouze pro aktivní členy Halahoje (instruktorská školení, psychicky náročný víkend NaHraně, apod.)

### Čajovny
Halahoj má v Třebíči svoji neziskovou čajovnu, která je jednou týdně (v pátek) otevřena veřejnosti. Zpravidla je zde připraven nějaký program: koncert, přednáška, cestovatelská beseda, atd.

### Herny
V sousedních prostorách se nachází i herna deskových her, která je několikrát do týdne přístupná veřejnosti. Je zde největší výběr stolních her v kraji Vysočina, množství hlavolamů a stolní fotbálky.

## Organizační struktura
Nejvýše v hierarchii o. s. Halahoj stojí vedení o.s., které na valných hromadách rozhoduje o dalším směřování sdružení, plánu akcí na následující rok, nákupu materiálu apod. Níže jsou instruktoři Halahoje, kteří mohou, ale nemusejí být členy vedení. Nemají žádná zvláštní privilegia, pouze pod Halahojem realizují svoje nápady. A dále jsou zde členové. Členem se může stát kdokoli, kdo souhlasí se stanovami sdružení a platí roční příspěvek. Členství přináší různé výhody, zejm. cenové – při účasti na zážitkových kurzech a jiných akcích.

## Někteří instruktoři Halahoje
- Vít Oplatek[1] – zakladatel organizace a vedoucí Halahoje. V roce 2002 dal dohromady první tým letního kurzu a ještě několik následujících vedl. Uspořádal také několik srazů, školení a dal dohromady domeček zastřešující čajovnu a hernu deskových her. V současnosti se stará zejm. o propagaci a finanční záležitosti, ale stále zastřešuje např. Dotyk či NocDen

- Zdeněk Žanda – "zaměstnanec" Halahoje. Zastřešuje akce jako Poznej sebe, taneční víkendy, herny či srazy pro děti.

- Tomáš Protivínský – patří do generace prvních účastníků akcí Halahoje. V roce 2004 na sebe vzal organizaci druhého instruktorského týmu letních kurzů, o rok později rozjel tradici víkendových „zážitkovek“ a podílel se na několika srazech, Seznamovacích víkendech a na několika ročnících Asterionu. Mimo jiné má na starost tvorbu webových stránek.

- Bronislav Sobotka – přestože s Halahojem spolupracoval už dříve, v týmu instruktorů začal působit až na letním kurzu 2005 a o rok později už převzal jeho vedení po Vítkovi Oplatkovi. Specializuje se na psychologické zážitkové programy.

- Petr Kuběnský v roce 2005 byl jedním z iniciátorů Asterionu a poté se přidal i do druhého týmu instruktorů letních kurzů. Na svědomí má i některé víkendové zážitkové programy (Za obzor), Literární weekendy a další akce.

- Michal Svoboda – jako instruktor se angažoval nejprve ve srazech pro děti a později se podílel i na zážitkových kurzech a Asterionu. Jeho doménou je však zejm. finanční a materiální zabezpečení a je také lanovým instruktorem.